# Angels Fall First
Angels Fall First er fra det symfoniske metal-band Nightwishs debutalbum som blev udgivet i 1997 gennem Spinefarm Records. Den indskrænket version på 500 oplag indeholder kun syv numre hvor to af dem ikke er på den rigtige version. 
Sangen "Elvenpath" bruger et lydklip fra prologen i Ringenes Herre instrueret af Ralph Bakshi.

## Numre
1. "Elvenpath" – 4:40
2. "Beauty Of The Beast" – 6:24
3. "The Carpenter" – 5:57
4. "Astral Romance" – 5:12
5. "Angels Fall First" – 5:34
6. "Tutankhamen" – 5:31
7. "Nymphomaniac Fantasia" – 4:47
8. "Know Why The Nightingale Sings" – 4:14
9. "Lappi (Lapland)"
10. "A Return to the Sea" (Bonusnummer) – 05:48
11. "Once Upon a Troubadour" (Bonusnummer) – 05:22

## Musikere
- Tarja Turunen – Vokal
- Erno "Emppu" Vuorinen – Guitar, bas
- Tuomas Holopainen – Keyboard, vokal
- Jukka Nevalainen – Trommer

### Gæste musiker
- Esa Lehtinen – Fløjte